# 南阿什伯納姆 (麻薩諸塞州)
南阿什伯納姆（英語：South Ashburnham）是位於美國麻薩諸塞州烏斯特縣的一個普查規定居民點。

## 人口
根據2020年美國人口普查的數據，南阿什伯納姆的面積為7.76平方千米，當中陸地面積為7.73平方千米，而水域面積為0.03平方千米。當地共有人口1136人，而人口密度為每平方千米146.39人。